# Attentat von Lüttich
Am 29. Mai 2018 ereignete sich ein Attentat in der belgischen Großstadt Lüttich. Ein Mann tötete einen ehemaligen Mithäftling und in der Innenstadt drei weitere Menschen, nahm eine Geisel und wurde von der Polizei erschossen. Die belgische Justiz stuft die Taten in Lüttich als „terroristische Morde“ ein. Die Terrororganisation Islamischer Staat reklamierte die Tat für sich; jedoch hatte der Täter selbst keinen Kontakt mit der Terrorgruppe. Die Ermittler halten es für möglich, dass der Mann seiner Tat einen islamistischen Anschein geben wollte.

## Hintergrund
Bei dem Täter handelte es sich um einen in Rochefort gemeldeten 36-jährigen Mann, der wegen Raubes und Drogenhandels mehrere Haftstrafen verbüßt hatte. Zum Tatzeitpunkt verbüßte er auch eine Strafe. Möglicherweise übernahm er in Haft radikal-salafistische Ideen, die ihn zur späteren Tat bewegten.
Laut Ministerpräsident Charles Michel wurde der Mann indirekt in Berichten über radikalisierte Personen in Belgien erwähnt. Selbst war er den Sicherheitsbehörden als Extremist nicht bekannt; verschiedene Behörden seien zu dem Schluss gekommen, dass es keinen Grund gebe, ihn als „radikalisiert“ einzustufen.

## Tat

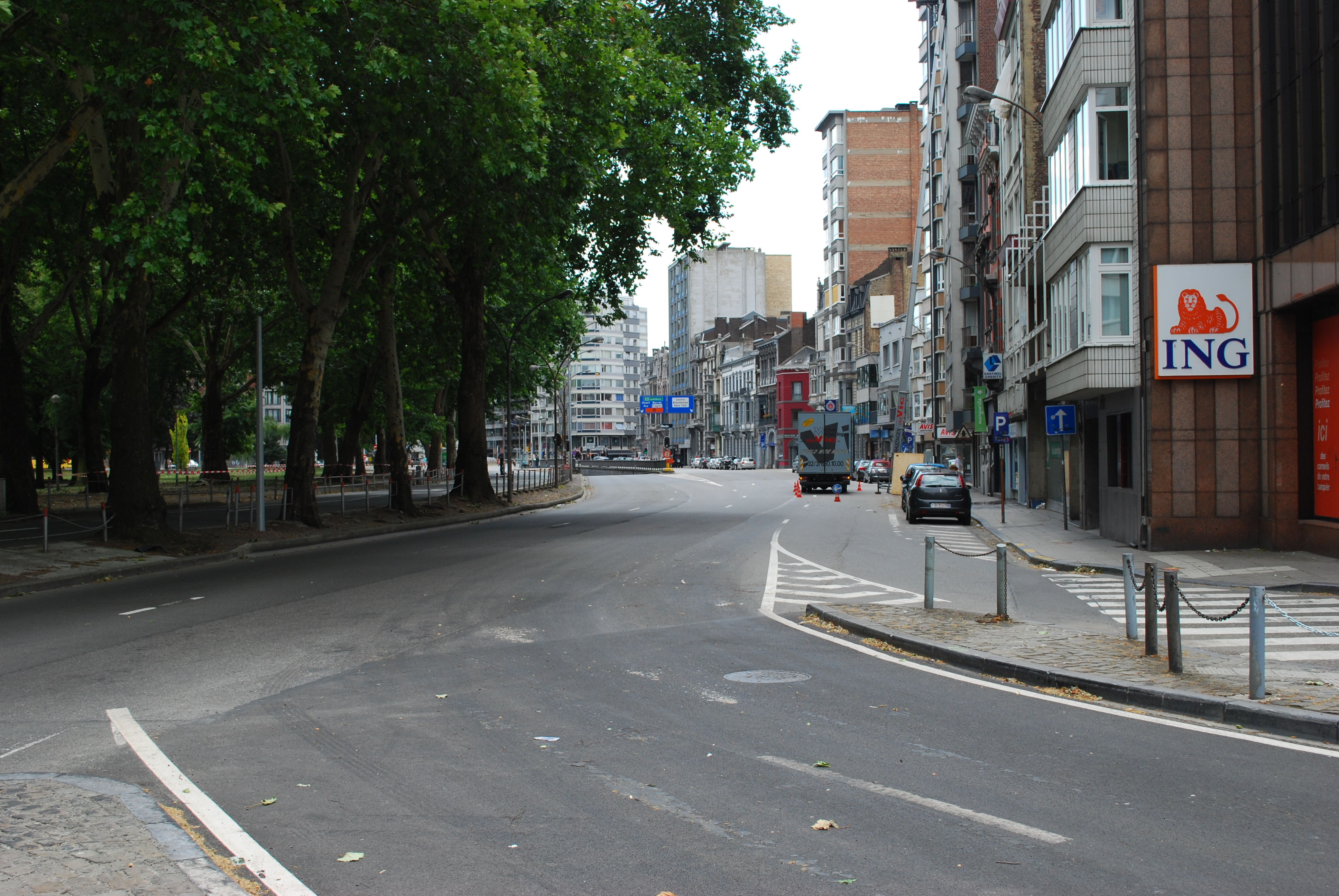
Der Boulevard d’Avroy in Lüttich

Der Täter befand sich auf Freigang. Der Mann erschlug vor den Taten in Lüttich einen ehemaligen Mitfhäftling in der südbelgischen Provinz Luxemburg.
Am Morgen des 29. Mai 2018 gegen 10:30 Uhr am Boulevard d’Avroy, nahe dem Café Aux Augustins, folgte der Täter zwei Polizistinnen, stach von hinten auf sie ein, entwendete deren Dienstwaffen und erschoss beide. Dann erschoss der Täter einen 22-jährigen Studenten, der auf dem Beifahrersitz eines Autos saß. Der Täter ging in eine nahegelegene Schule und nahm eine Reinigungskraft als Geisel.
Beim Eintreffen der Polizei schoss der Täter unmittelbar auf die Beamten. Ein Beamter wurde schwer verletzt, zwei ins Bein geschossen. Die Polizei erschoss schließlich den Mann.
Die Ermittlungen übernahm die belgische Anti-Terror-Behörde wegen des „Verdachts auf eine terroristische Straftat“.

## Ermittlungen
Während unmittelbar nach der Tat einige Medien zunächst über einen Terroranschlag spekuliert und den Fall in den Kontext der salafistischen Anschläge in Belgien 2016 und 2017 gestellt hatten, verwiesen belgische Politiker und Behördenvertreter auf die noch fehlenden Informationen.
Nach ersten Ermittlungen wies die Tat Elemente auf, die auf einen terroristischen Anschlag schließen ließen. Der Lütticher Polizeichef Christian Beaupère sagte: „Das Ziel des Angreifers war es, die Polizei zu treffen, also die Institution, den belgischen Staat“. Die „Terrorwarnstufe“ Belgiens blieb unverändert auf Stufe zwei.

### Motiv
Die Terrororganisation 'Islamischer Staat' verbreitete die Botschaft über ihren Propaganda-Kanal 'Amaq', der Angreifer von Lüttich sei ein Soldat des Islamischen Staates gewesen. De facto ergaben die Ermittlungen keinerlei Hinweis darauf, dass der Attentäter im Kontakt mit der Terrorgruppe stand oder gar von ihr gesteuert wurde.
Die Ermittler gehen davon aus, dass zumindest der erste Mord des Mannes an einem Bekannten nicht religiös-fanatisch, sondern privat motiviert war. Bei den späteren Taten in Lüttich rief er mehrmals „Allahu Akbar“ (Gott ist Groß), jedoch wird auch für möglich gehalten, dass der Täter seiner Tat einen religiösen Anstrich geben wollte. Geprüft wird auch, ob er zum Tatzeitpunkt unter Drogeneinfluss stand.